# Tullio Camillotti
Tullio Camillotti (Sacile, Friül-Venècia Júlia, 29 de gener de 1880 – Sacile, 21 de febrer de 1959) va ser un haltera italià que va competir a començaments del segle xx.
El 1906 va prendre part en els Jocs Intercalats d'Atenes, on disputà dues proves del programa d'halterofília. Va guanyar la medalla de plata en aixecament
a una mà i fou setè en l'aixecament
a dues mans.
Després graduar-se en dret per la Universitat de Pàdua es retirà de les competicions.